# Albert Eutrope
Pas d'image ? Cliquez ici

a Compétitions nationales et continentales officielles uniquement.

b Matchs officiels uniquement.
Albert Victor Eutrope, né le 10 janvier 1888 à Cayenne en Guyane et mort le 26 mai 1915 à Masseng au Cameroun, est un joueur français de rugby à XV, qui a joué avec l'équipe de France au poste de troisième ligne  centre ou aile.

## Biographie
Né à Cayenne de parents guyanais, il arrive sur Paris en 1910 et rejoint la section rugby du SCUF. Avec le club parisien, il joue deux finales du championnat de France en 1911 et 1913. Il obtient sa première et unique cape lors du match du Tournoi des Cinq Nations le 24 mars 1913 contre l'équipe d'Irlande. C'est le second joueur de couleur à porter le maillot de l'équipe de France de rugby à XV. Lorsque la Première Guerre mondiale éclate, il est alors administrateur colonial en Afrique et est mobilisé pour combattre au Cameroun. Il y trouve la mort le 26 mai 1915 en recevant une balle en plein tête.

## Palmarès
- Champion de Paris de rugby en 1911 et 1913
- Finaliste du championnat de France avec le SCUF en 1911 et 1913